# Андорфер, Герберт
Герберт Андорфер (нем. Herbert Andorfer; 3 марта 1911, Линц, Цислейтания — 17 октября 2003, Аниф, Австрия) — оберштурмфюрер СС, комендант концлагеря Саймиште.

## Биография
Герберт Андорфер родился 3 марта 1911 года в Линце. Рос в Зальцбурге, где в 1929 году окончил школу и начал учиться на управляющего отеля. Ещё будучи школьником, Андорфер присоединился к немецкому национальному студенческому объединению. После окончания обучения работал секретарём отеля в городе Бад-Ишль, затем был безработным до 1934 года.
2 октября 1931 году вступил в НСДАП (билет № 610869). 20 сентября 1933 года был зачислен в ряды СС (№ 309600). С 1934 года был ортсгруппенляйтером в Зёльдене. С 1934 по 1938 год работал в отеле сначала секретарем, потом управляющим. В мае 1938 года он уехал в Инсбрук, где служил в штабе 38-го абшнита СС. После того как Андорфер присоединился к СД, он был зачислен в III отделение (Внутренняя разведывательная служба). Кроме того, в течение 4 семестров он изучал политологию в Инсбруке, но не окончил учёбу и в 1940 году вернулся в Зальцбург, где служил в разведывательной службе СД. Оттуда он был переведен в учебный лагерь в Прече, где были образованы айнзацгруппы полиции безопасности и СД.
С началом Балканской кампании был направлен в Загреб в штаб айнзацкоманды «Аграм» айнзацгруппы E. После участия в подавлении восстания в окрестностях Марибора летом 1941 года был повышен до унтерштурмфюрера СС. 29 октября 1941 года был переведён в ведомство командира полиции безопасности и СД в Белграде. До января 1942 года служил в концлагере Шабац. В этом лагере были заключены евреи и цыгане, многие из которых стали жертвами «карательных мер». Сотрудники СД проводили в этом лагере допросы заключённых, причастных к движению сопротивления. Оставшиеся в живых после допросов были уничтожены расстрельной командой 64-го запасного полицейского батальона. Около 1000 человек стали жертвами подразделений полиции порядка в концлагере Шабац.
С января 1942 по 1943 год был комендантом концлагеря Саймиште. Охрану лагеря составляли служащие 64-го запасного полицейского батальона, которые участвовали в расстрелах евреев. С марта 1942 года под руководством Андорфера в Белграде в течение двух месяцев было уничтожено от 7500 до 8000 евреев при помощи газвагенов. Среди жертв были и евреи, уцелевшие во время перевозок транспорта Кладово. По окончании убийств сербская команда по захоронению и разгрузке была расстреляна сотрудниками 64-го запасного полицейского батальона. В литературе было указано, что цыганские заключённые не были подвергнуты уничтожению.
Осенью 1943 года был переведён в Италию, где был назначен командиром подразделения для борьбы с партизанами. Зондеркоманда Андорфера подчинялась командиру полиции безопасности и СД в Вероне и участвовала в сражениях против партизан в Лигурии, Ломбардии и Пьемонте. В марте 1944 году ему было поручено возглавить отделения СД в Савоне и Империи. Между 6 и 11 апрелем 1944 года зондеркоманда участвовала в массовом убийстве в монастыре Бенедикта под Бозио, в ходе которого было расстреляно 140 партизан, захваченных в плен.
В июне 1944 года возглавил отделение СД в Мачерате в Марке, а месяцем позже его подразделение было подчинено 2-му воздушному флоту люфтваффе в Парме и участвовала в антипартизанских операциях на Апеннинах между Эмилией-Ромнией и Лигурией. С сентября 1944 года зондеркоманда Андорфера дислоцировалась в Роверето и Фельтре.
В конце сентября того же года зондеркоманда участвовала в проведении операции «Пиаве» в Венеции, направленной как против партизан, так и против гражданского населения. Дома подозреваемых были сожжены вместе с жильцами. 23 и 24 сентября 1944 года были расстреляны 16 подростков в казармах. Андорфер распорядился публично повесить в каждой деревне в горах Монте Граппа 30 предполагаемых бойцов движения сопротивления. Кроме того, Андорфер отдал приказ своему подчинённому роттенфюреру СС Карлу Францу Таушу убить 31 человека. 26 сентября 1944 года приказал повесить на телефонном кабеле и на деревьях, расположенных на трёх улицах Бассано-дель-Граппа, членов итальянской фашистской молодёжной организации с табличкой с надписью на груди «бандит». После этого военнослужащие войск СС собрались в кафе Cemtralle и в отеле Al Cardellino, чтобы отпраздновать расстрелы и повешения.
В феврале 1945 года после роспуска отдела СД в Роверто был назначен начальником отдела СД в Новаре.
В 1945 году находился в госпитале. В 1946 году, воспользовавшись так называемыми Крысиными тропами, через Швейцарию эмигрировал в Венесуэлу под именем Ганса Майера, где получил гражданство. Позже вернулся под чужим именем в Австрию, где работал секретарём в отеле. В 1964 году по его делу было начато расследование, которое касалось преступлений Андорфера в концлагере Саймиште. В мае 1967 года он был арестован и 16 января 1969 года земельным судом Дортмунда был приговорён к двум с половиной годам тюремного заключения за убийство 5500 евреев в Саймиште.